# Neandra
Neandra is een kevergeslacht uit de familie van de boktorren (Cerambycidae). De wetenschappelijke naam van het geslacht werd voor het eerst geldig gepubliceerd in 1912 door Lameere.

## Soorten
Neandra omvat de volgende soorten:
- Neandra brunnea (Fabricius, 1798)
- Neandra marginicollis (Schaeffer, 1929)